# Pork barrel
Pork barrel (término político en español: "barril de tocino") es un término despectivo que se utiliza en los Estados Unidos para referirse a la contribución de dinero público que los miembros del Congreso y los Senadores tienen a disposición para financiar proyectos de interés local, y que frecuentemente se utiliza para ganar votos.
En las campañas electorales, el término se utiliza de forma despectiva para atacar a los opositores. Citizens Against Government Waste describe siete criterios por los cuales el gasto en los Estados Unidos puede clasificarse como "pork barrel":
- Solicitado por una sola cámara del Congreso.
- No autorizado específicamente.
- No premiado competitivamente.
- No solicitado por el presidente.
- Excede en gran medida la solicitud de presupuesto del presidente o la financiación del año anterior.
- No es objeto de audiencias en el Congreso.
- Sirve solo a un interés local o especial.

## Etimología
El término pork barrel generalmente se refiere al gasto destinado a beneficiar a los electores de un político a cambio de su apoyo político, ya sea en forma de contribuciones de campaña o votos.
En la popular historia de 1863 The Children of the Public, Edward Everett Hale usó el término como una metáfora hogareña para cualquier forma de gasto público para la ciudadanía. Sin embargo, después de la Guerra de Secesión, comenzó a usarse en un sentido despectivo. El Oxford English Dictionary fecha el sentido moderno del término a partir de 1873.